# إسماعيل بوداك
إسماعيل بوداك (بالتركية: Ismail Budak)‏ هو لاعب كرة قدم تركي في مركز الوسط، ولد في 8 يوليو 1992 في مونستر في ألمانيا. لعب مع نادي أوسنابروك.